# Engelberger Aa
Engelberger Aa är ett vattendrag i kantonerna Uri, Ob- och Nidwalden i Schweiz. Den rinner upp i Surenendalen och passerar Engelberg. Därefter rinner den norrut till Stans och mynningen i Vierwaldstättersjön vid Buochs. Den genomsnittliga vattenföringen vid Buochs är 12.5 m³/s.